# Kerteselkä
Kerteselkä eller Kertteenjärvi är en sjö i Finland. Den ligger i kommunen Jämsä i landskapet Mellersta Finland, i den södra delen av landet, 200 km norr om huvudstaden Helsingfors. Kerteselkä ligger 104,4 meter över havet. I omgivningarna runt Kerteselkä växer i huvudsak blandskog. Den är 35,08 meter djup. Arean är 5,24 kvadratkilometer och strandlinjen är 35,11 kilometer lång. Sjön  ingår i Kumo älvs huvudavrinningsområde. 